# Jérôme Jeannet
Jérôme Henri Benjamin Jeannet (ur. 26 stycznia 1977 w Fort-de-France) – francuski szpadzista, dwukrotny medalista olimpijski i wielokrotny medalista mistrzostw świata.
Urodził się na Martynice. Na igrzyskach olimpijskich w Atenach w 2004 roku reprezentacja Francji w składzie: Érik Boisse, Jérôme Jeannet, jego brat - Fabrice Jeannet i Hugues Obry zdobyła złoty medal w rywalizacji drużynowej. Podczas rozgrywanych cztery lata później igrzysk olimpijskich w Pekinie wspólnie z Fabrice'em Jeannetem i Ulrichem Robeirim zdobył kolejny złoty medal w zawodach drużynowych. Zajął tam także dziesiąte miejsce indywidualnie.
Podczas mistrzostw świata w Nîmes w 2001 roku zdobył brązowy medal w zawodach drużynowych. W tej samej konkurencji Francuzi z Jeannetem w składzie zdobywali następnie złote medale na mistrzostwach świata w Lipsku (2005), mistrzostwach świata w Petersburgu (2007), mistrzostwach świata w Antalyi (2009) i mistrzostwach świata w Paryżu (2010). Ponadto na mistrzostwach świata w Petersburgu w 2007 roku zdobył brązowy medal indywidualnie, plasując się za Węgrem Krisztiánem Kulcsárem i Érikiem Boisse. Wynik ten powtórzył podczas mistrzostw świata w Antalyi w 2009 roku, gdzie lepsi byli tylko Rosjanin Anton Awdiejew i Włoch Matteo Tagliariol.
W 2002 roku wywalczył złoty medal w zawodach drużynowych na mistrzostwach Europy w Moskwie. Zdobył też złoto indywidualnie i brąz drużynowo podczas mistrzostw Europy w Gandawie w 2007 roku. Drużynowo zwyciężył także na mistrzostwach Europy w Kijowie rok później.
Indywidualny mistrz Francji w szpadzie (2005).
Jego brat, Fabrice Jeannet, także został szpadzistą.